# Setea (film din 2009)
Setea (coreeană 박쥐; Bakjwi; literar: Liliac) este un film de groază din 2009 scris, produs și regizat de Park Chan-wook.  Se bazează vag pe romanul Thérèse Raquin de Émile Zola.
Acest film a primit Premiul Juriului la competiția oficială de la Festivalul Internațional de Film de la Cannes în 2009.

## Prezentare
Filmul prezintă povestea unui preot catolic care se îndrăgostește de soția unui prieten din copilărie după ce este transformat într-un vampir în urma unui experiment medical eșuat.

## Distribuție
- Song Kang-ho ca Sang-hyun, un preot catolic care lucrează la un spital
- Kim Ok-bin ca Tae-ju
- Shin Ha-kyun ca Kang-woo
- Kim Hae-sook ca Lady Ra, soacra lui Tae-ju
- Eriq Ebouaney ca Immanuel
- Hwang Woo-seul-hye ca Fata cu fluier
- Mercedes Cabral ca Evelyn
- Song Young-chang ca Seung-dae
- Oh Dal-su ca Young-du
- Ra Mi-ran ca Sora Yu